# Horngacher (Unternehmen)
Konzertharfenbau Horngacher GmbH ist eine Harfenbaufirma aus Starnberg.
Horngacher gilt als der Steinway des Harfenbaus.

## Geschichte
Das Unternehmen wurde 1928 von Josef Obermayer in einem stehenden Eisenbahnwaggon an der Auerfeldstraße 2 in Haidhausen gegründet. Aufgrund der Bombenangriffe 1942 floh er nach Kufstein und lernte dort Maximilian Horngacher kennen. Dieser übernahm den Betrieb 1966. Seit Anfang der 1950er-Jahre ist das Unternehmen in Starnberg ansässig.